# Cible émouvante (roman)
Cible émouvante (The Temptress) est un roman policier de l’écrivain australien Carter Brown publié en 1960 en Australie et aux États-Unis. Le livre paraît en France en 1960 dans la Série noire. La traduction, prétendument "de l'américain", est signée Janine Hérisson. C'est une des nombreuses aventures du lieutenant Al Wheeler, bras droit du shérif Lavers dans la ville californienne fictive de Pine City - la douzième traduite en français aux Éditions Gallimard. Le héros est aussi le narrateur.

## Résumé
Mrs. Geoffroy Summers arrive tout droit de New-York à Pine City, avec son arrogance, son beau-frère et son avocate, pour exiger du shérif Lavers qu'il arrête un minable chanteur de Greenwich Village qui a osé s'enfuir avec sa fille, Angela Summers, pas tout à fait majeure. Selon le détective privé qu'elle a payé, les deux tourtereaux se trouvent dans le motel Le repos des voyageurs. Al Wheeler a de l'avance : il vient justement de trouver le corps dudit détective au même motel, le crâne fracassé à coups de marteau. Du coup, l'enquête prend une autre dimension, surtout que le jeune couple a disparu, que le chanteur séducteur s'avère être un repris de justice dont le frère dirige, à Pine City, un club privé tout à fait illégal.

## Personnages
- Al Wheeler, lieutenant enquêteur au bureau du shérif de Pine City.
- Le shérif Lavers.
- Annabelle Jackson, secrétaire du shérif.
- Doc Murphy, médecin légiste.
- Le sergent Polnik.
- Albert H. Marvin, détective privé.
- Mrs. Lyn Summers, veuve de Geoffroy Summers.
- Hillary Summers, son beau-frère.
- Ilona Brent, leur avocate.
- Jones, gérant du motel Le Repos du voyageur.
- Angela Summers, fille de Lyn et Geoffroy Summers.
- Rickie Willis, chanteur, amant d'Angela.
- Ray Willis, son frère, propriétaire d'un club privé.
- Joe Diment, gérant du club.
- Jerrie Cushman, employée du club.
- Charlie, réceptionniste du Starlight Hotel.

## Édition
- Série noire no 603, 1960,  (ISBN 2070476030). Réédition : Carré noir no 91 (1972),  (ISBN 207043091X).